# Председатели государственных администраций регионов Украины
Ниже представлен список Председателей государственных администраций Украины в областях, городах Киеве и Севастополе, ныне находящихся в должности.
Согласно Конституции Украины:
Статья 118. Исполнительную власть в областях и районах, городах Киеве и Севастополе осуществляют местные государственные администрации.
Председатели местных государственных администраций назначаются на должность и освобождаются от должности Президентом Украины по представлению Кабинета Министров Украины.
Председатели местных государственных администраций при осуществлении своих полномочий ответственны перед Президентом Украины и Кабинетом Министров Украины, подотчётны и подконтрольны органам исполнительной власти высшего уровня.
Местные государственные администрации подотчётны и подконтрольны советам в части полномочий, делегированных им соответствующими районными или областными советами.
Местные государственные администрации подотчётны и подконтрольны органам исполнительной власти высшего уровня.
Решения председателей местных государственных администраций, противоречащие Конституции и законам Украины, иным актам законодательства Украины, могут быть в соответствии с законом отменены Президентом Украины или председателем местной государственной администрации высшего уровня.
Областной или районный совет может выразить недоверие председателю соответствующей местной государственной администрации, на основании чего Президент Украины принимает решение и даёт обоснованный ответ.
Если недоверие председателю районной или областной государственной администрации выразили две трети депутатов от состава соответствующего совета, Президент Украины принимает решение об отставке председателя местной государственной администрации.
Статья 119. Местные государственные администрации на соответствующей территории обеспечивают:
1) исполнение Конституции и законов Украины, актов Президента Украины, Кабинета Министров Украины, других органов исполнительной власти;
2) законность и правопорядок; соблюдение прав и свобод граждан;
3) выполнение государственных и региональных программ социально-экономического и культурного развития, программ охраны окружающей среды, а в местах компактного проживания коренных народов и национальных меньшинств — также программ их национально-культурного развития;
4) подготовку и исполнение соответствующих областных и районных бюджетов;
5) отчёт об исполнении соответствующих бюджетов и программ;
6) взаимодействие с органами местного самоуправления;
7) реализацию иных предоставленных государством, а также делегированных соответствующими советами полномочий.

| Администрация             | Председатель                          |
| ------------------------- | ------------------------------------- |
| Винницкая область         | Заболотная Наталья Михайловна (и. о.) |
| Волынская область         | Рудницкий Иван Львович                |
| Днепропетровская область  | Лысак Сергей Петрович                 |
| Донецкая область          | Филашкин Вадим Сергеевич              |
| Житомирская область       | Бунечко Виталий Иванович              |
| Закарпатская область      | Билецкий Мирослав Золтанович          |
| Запорожская область       | Фёдоров Иван Сергеевич                |
| Ивано-Франковская область | Онищук Светлана Васильевна            |
| Киевская область          | Калашник Николай Владимирович         |
| Кировоградская область    | Райкович Андрей Павлович              |
| Луганская область         | Алексей Андреевич Харченко            |
| Львовская область         | Козицкий Максим Зиновьевич            |
| Николаевская область      | Ким Виталий Александрович             |
| Одесская область          | Кипер Олег Александрович              |
| Полтавская область        | Корольчук Богдан Леонидович (и. о.)   |
| Ровненская область        | Коваль Александр Сергеевич            |
| Сумская область           | Артюх Владимир Николаевич             |
| Тернопольская область     | Негода Вячеслав Андронович            |
| Харьковская область       | Синегубов Олег Васильевич             |
| Херсонская область        | Прокудин Александр Сергеевич          |
| Хмельницкая область       | Тюрин Сергей Григорьевич              |
| Черкасская область        | Табурец Игорь Иванович                |
| Черниговская область      | Чаус Вячеслав Анатольевич             |
| Черновицкая область       | Запаранюк Руслан Васильевич           |
| Киев                      | Кличко Виталий Владимирович           |
| Севастополь               | вакантно                              |